# バアル

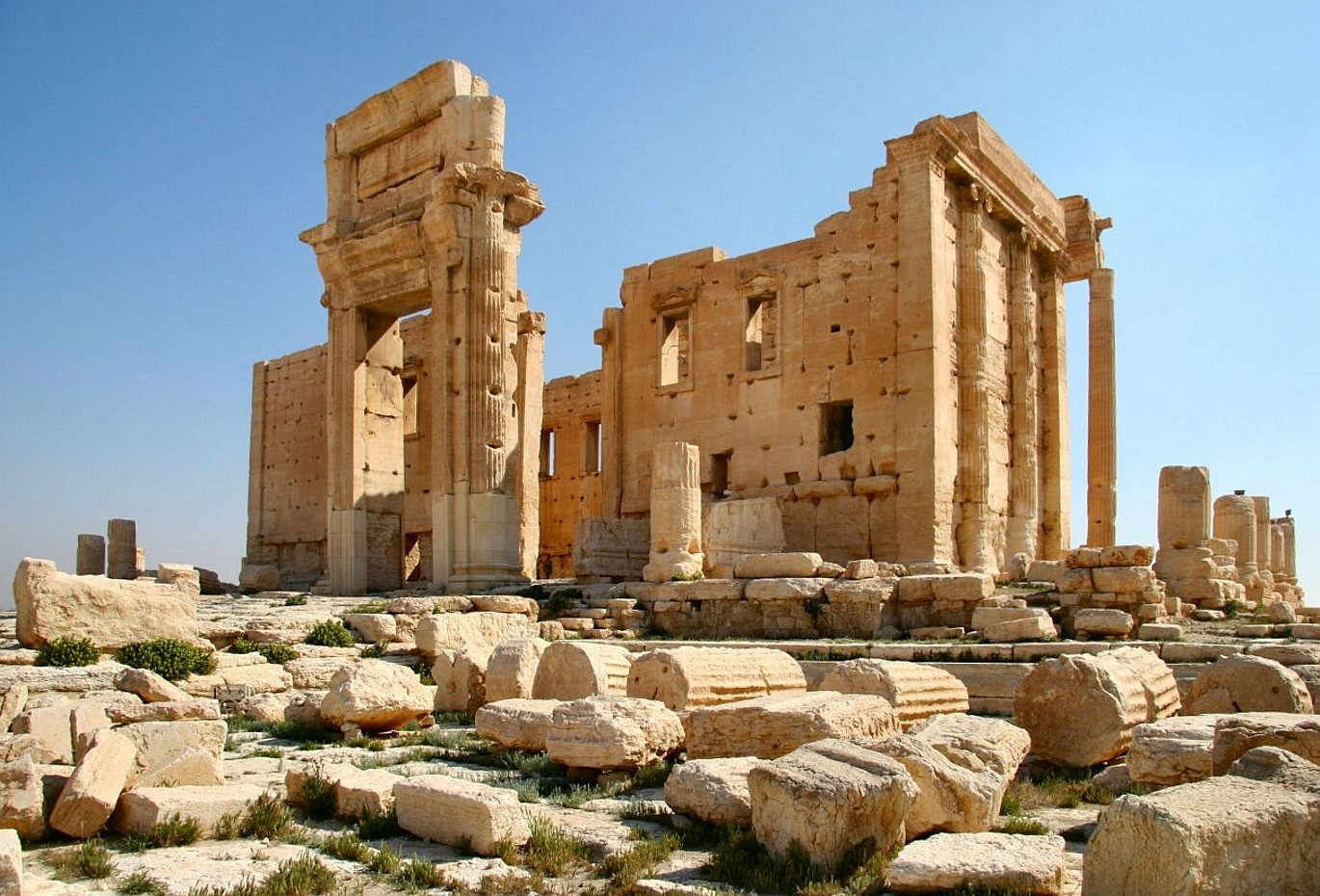
シリアのパルミラにあったバアルの神殿
（ベル神殿）。ISILによって破壊された。

バアル（聖書ヘブライ語: בַּעַל、フェニキア語: 𐤁𐤏𐤋 ba‘al、ウガリット語: 𐎁𐎓𐎍 b‘l）は、カナン地域を中心に各所で崇められた嵐と慈雨の神。その名はセム語で「主」、または「主人」「地主」を意味する。バールや、バビロニア式発音のベール（アッカド語: 𒂗）、およびベルとも表記される。

## 歴史

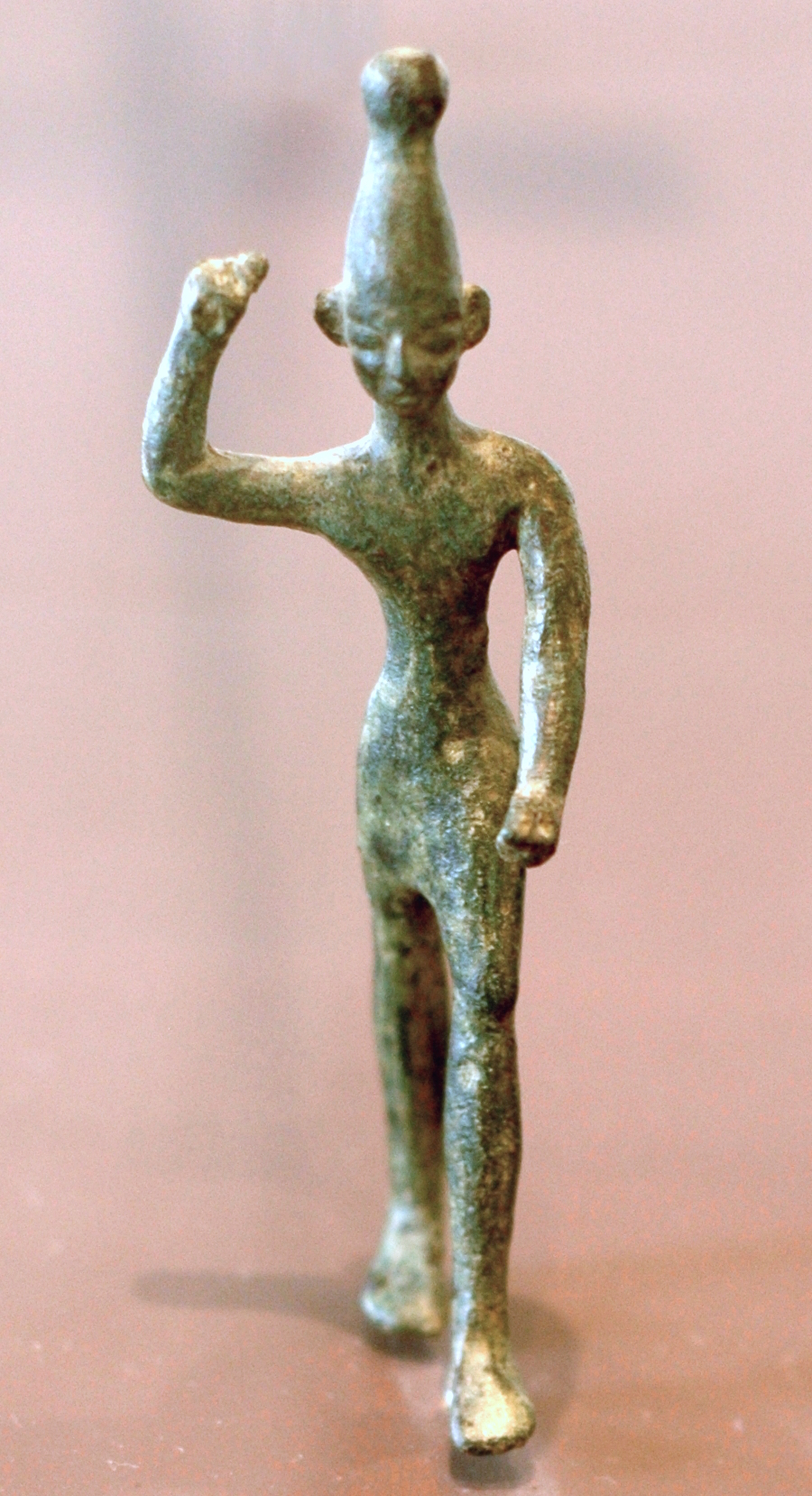
バアル像
（ルーヴル美術館蔵）

メソポタミア北部からシリア、パレスチナにかけて信仰されていた天候神アダドは、ウガリットではバアルと同一視されていた。アダドはシリアではハダド、カナンではハッドゥと呼ばれ、バアルとハダドはたびたび関連づけられていた。
バアルの名はすでに前3千年期初頭の中近東の文献に登場するが、バアルが最もよく知られているのはウガリット文学（前1250年頃）において果たしているその顕著な働きを通じてである。
バアルは本来、カナン人の高位の神だったが、その信仰は周辺に広まり、旧約聖書の「列王記」上などにもその名がある。また、ヒクソスによるエジプト第15王朝・エジプト第16王朝ではエジプト神話にも取り入れられ同じ嵐の神のセトと同一視された。フェニキアやその植民地カルタゴの最高神バアル・ハンモンをモレクと結びつける説もある。さらにギリシアでもバアル（古代ギリシア語: Βάαλ）の名で崇められた。

## ウガリット神話におけるバアル
ウガリット神話では最高神イルの息子と呼ばれる。またダゴンの子バアル（b‘l bn dgn）とも呼ばれる。勝利の女神アナトの兄にして夫。聖書などではアスタルトを妻とする解釈もある。
彫像などでは、棍棒と槍（稲妻の象徴）とを握る戦士の姿で表される。古代オリエント世界では一般的に嵐の神とみなされていたが、乾燥している地域では農業に携わる人々から豊穣神として崇められた。海神ヤム（ヤム・ナハル）や死の神モートは兄弟でありながら敵対者である。ヤムとの戦いは彼が荒々しい自然界の水を征する利水・治水の神であることを象徴し、モートとの戦いは彼が慈雨によって実りをもたらし、命を養う糧を与える神であることを象徴する。

### バアルとアナト
イルが神々を招集し集会を開く。そこへやって来たヤム・ナハルの使者から「ヤム・ナハルは神々の支配者であり、バアルはヤム・ナハルの奴隷である」との宣告がされる。イルがヤム・ナハルの要求を受け入れたことでバアルは憤り、使者を殺そうとするが、アスタルトとアナトに止められる。その後、工芸神コシャル・ハシスの作った武器・「撃退（アィヤムル）」と「追放（ヤグルシュ）」を受け取ると、バアルはヤム・ナハルの元へ行き、激闘の末ヤム・ナハルの頭を粉砕してこれを打ち倒す。ヤム・ナハルはアスタルトの進言によりバラバラにされて撒かれた。
ヤム・ナハルを倒し、晴れて神々の王となったバアルだったが、自分の神殿がないことを嘆く。彼はアナトの協力を得てイルから神殿建設の許可を得ると、コシャル・ハシスにこれを建設させた。建設の途中、復活したヤム・ナハルの侵入を防ぐべく神殿に窓を付けないようにとコシャル・ハシスに命じたが、彼はバアルに「あなたが雲に乗って出かけるには窓が必要」と助言し、結局その通りに神殿には窓が付けられた。
その後、バアルは神殿で祝宴を行い、モートを招待すべく彼の元に使者を送り込んだ。モートが欲しているのは人間の肉であるのに葡萄酒でもてなす祝宴へ招いたというのでモートは激昂した。かつてバアルが7頭の蛇やロタンを打ち倒していることから、モートはバアルをその蛇と同じようにすると言い、バアルが冥界に来るようにと使者に告げさせた。バアルはモートを恐れ、自分がモートに従う旨を使者に伝えさせた。
バアルが太陽神シャパシュ（ウガリット語: Shapash）に助言を求めると、彼女は身代わりを用意するよう助言し、バアルは牝牛との間にひそかに身代わりの息子をもうけた。身代わりのバアルとは知らずにモートはバアルを飲み込んだ。バアルが死んだと知ったイルやアナトは喪に服した。以後、雨は長い間降らず、アナトはバアルを探し求めた。間もなくアナトはモートに会い、彼がバアルを食い殺したと知ると彼を殺してその体をばらばらにした。その後バアルは復活し、再び神々の王座に就いた。7年後にはモートも復活した。バアルは再びモートと対決するが、シャパシュの説得によって両者は和解した。

### アクハト
ハルナイムの王ダニルウが世継ぎがいないことを気にし、6日間もの間儀式をして神々に供物を捧げた。バアルは、ダニルウに息子を与えるようイルにとりなし、間もなく息子アクハトが生まれた。アクハトが成長した時、アナトが彼の持つ特別な弓を手に入れようとして失敗し、復讐のために鷲にアクハトを殺させた。バアルが、アクハトの妹プガトの祈りを聞き入れてその鷲たちを地上に落としたことで、ダニルウはアクハトの遺体の一部を埋葬することができた。

## 聖書におけるバアル
バアルは旧約聖書の著者達からたびたび批判されており、「列王記」上18章のほか、「民数記」25章、「士師記」6章、「ホセア書」2章などにバアルへの言及がある。
「列王記」上18章では、預言者エリヤがバアルの預言者と雨乞いの儀式をもって争い、勝利したことが書かれている。もともと「バアル・ゼブル」（崇高なるバアル）と呼ばれていたのを「バアル・ゼブブ」（蝿のバアル）と呼んで嘲笑した。
「士師記」にも記述が見られ、バアルの祭壇を破壊した士師ギデオンはエルバアル（バアルは自ら争う）と呼ばれた。新約聖書、マタイによる福音書の12章24節ではイエス・キリストが悪霊のかしらベエルゼブルの力を借りて悪霊を追い払っているとの嫌疑をかけられている。
聖書の中にバアルと合成してできた固有名詞が出てくると、本文が書きかえられることがあった。たとえば、ダビデの子のひとりにベエルヤダ (בעלידע)、すなわち「バアルは知る」という人物がいるが（歴代誌上14:7）、サムエル記下5:16ではエルヤダ (אלידע)「神は知る」に変えられている。同様にサウルの子のひとりエシュバアル (אשבעל)、すなわち「バアルの人」（歴代誌上8:33）はサムエル記下2:8ではイシュ・ボシェテ (איש־בשת)「恥の人」に変えられている。

## グリモワールにおけるバアル
バアルは旧約聖書に現れる異教の神として悪魔学でも重視される。コラン・ド・プランシーの『地獄の辞典』では地獄の大公爵とされている。
フレッド・ゲティングズは、ヨーハン・ヴァイヤーの『悪魔の偽王国』で筆頭に挙げられている悪魔バエルはバアルの別称であるとしている。